# Robert Hütter
Robert Hütter (17. dubna 1877 Mikulášovice – 7. ledna 1940 Brtníky) byl československý politik německé národnosti a meziválečný senátor.

## Biografie
Před první světovou válkou byl poslancem Českého zemského sněmu. Byl sem zvolen ve volbách v roce 1908 za kurii městskou, obvod Mikulášovice, Krásná Lípa. Uvádí se jako všeněmec.
Za světové války bojoval na italské frontě. V domovské obci Brtníky (Zeidler) byl od roku 1896 učitelem a v letech 1924–1937 řídícím učitelem. Od roku 1927 byl starostou této vesnice. V roce 1937 odešel do penze.
Profesí byl učitelem a rolníkem v Zeidleru.
V parlamentních volbách v roce 1925 získal za Německou nacionální stranu senátorské křeslo v Národním shromáždění. V senátu zasedal do roku 1929.